# Latitriphora latilirata
Latitriphora latilirata is een slakkensoort uit de familie van de Triphoridae. De wetenschappelijke naam van de soort is voor het eerst geldig gepubliceerd in 1909 door Verco.